# Orlando Camilo Pacheco
Orlando Camilo Pacheco (Itajaí, 3 de novembro de 1944  - Itajaí, 30 de dezembro de 2013) foi um pastor evangélico e político brasileiro.

## Carreira política
Eleito deputado federal constituinte em 1987 com 43.138 votos.
Ficou como suplente nas eleições de 1990, mas em março de 1991 voltou à Câmara dos Deputados para ocupar a vaga do deputado Paulo Bauer, que havia sido nomeado para a Secretaria da Educação, Cultura e Desporto do governo de Vilson Kleinübing. Substituiu Bauer até abril de 1994, e de então a janeiro de 1995, exerceu o mandato na vaga de Ruberval Pilotto, nomeado secretário de Tecnologia, Energia e Meio Ambiente de Santa Catarina do mesmo governo Kleinubing.

## Obras
- O que acontecerá depois da morte;
- Jesus, um senhor que transforma;
- O enviado por Deus